# Kōchi
Kōchi (高知県 (Cao Tri huyện) Kōchi-ken) là một tỉnh của Nhật Bản ở vùng Shikoku, trên đảo Shikoku, trông ra Thái Bình Dương. Trung tâm hành chính của tỉnh này là thành phố Kochi.

## Địa lý
Rừng núi chiếm tới 89% diện tích của tỉnh Kochi.

## Hành chính

### Các thành phố
Có 11 thành phố:
- Aki
- Kami
- Kōchi (thủ phủ)
- Kōnan
- Muroto
- Nankoku
- Shimanto
- Sukumo
- Susaki
- Tosa
- Tosashimizu

### Làng và thị trấn
| - Agawa Gun - Ino - Niyodogawa - Aki Gun - Geisei - Kitagawa - Nahari - Tano - Tōyō - Umaji - Yasuda | - Hata Gun - Kuroshio - Mihara - Ōtsuki - Nagaoka Gun - Motoyama - Ōtoyo | - Takaoka Gun - Hidaka - Nakatosa - Ochi - Sakawa - Shimanto - Tsuno - Yusuhara - Tosa Gun - Ōkawa - Tosa |

## Văn hóa
- Lễ hội Yosakoi

## Giáo dục
- Đại học Kochi